# Morszczyn
Morszczyn (Fucus) – rodzaj wodnych glonów należących do brunatnic.

## Charakterystyka
Jego ciało jest dość twarde. Przyrasta do podłoża tarczowatą przylgą. Ciało ma postać płaskiej wstęgi. Ma kolor brunatnozielony, po wyschnięciu brunatnieje. Komórki morszczynu mają zgrubiałe i ściśle z sobą zrośnięte ściany. Zawierają chlorofil oraz fukoksantynę, która nadaje mu brunatny kolor. 
Rozmnaża się głównie płciowo. Nastąpiła u niego znaczna zmiana w tradycyjnej przemianie pokoleń gametofit-sporofit: całkowitej redukcji uległ gametofit tak, że morszczyn występuje tylko w postaci sporofitu i wytwarza od razu haploidalne gamety – zamiast haploidalnych spor – z których wyrasta znów młody sporofit.

## Niektóre gatunki
W obrębie rodzaju akceptowanych jest współcześnie ok. 150 gatunków:
Wybrane gatunki
- Fucus serratus Linnaeus – morszczyn piłkowany
- Fucus vesiculosus Linnaeus – morszczyn pęcherzykowaty